# San Vito di Leguzzano
San Vito di Leguzzano – miejscowość i gmina we Włoszech, w regionie Wenecja Euganejska, w prowincji Vicenza.
Według danych na rok 2004 gminę zamieszkiwało 3390 osób, 565 os./km².